# Ejército de Malasia
El Ejército de Malasia (en malayo: Tentera Darat Malaysia) es el componente terrestre de las Fuerzas Armadas Malayas. Inmerso en las tradiciones del ejército británico, el Ejército de Malasia no lleva el título de 'Real' (diraja) al igual que la Real Fuerza Aérea de Malasia y la Real Marina de Malasia. En cambio, el título es concedido a cuerpos y regimientos de ejército seleccionados que se les ha concedido el honor por el Yang di-Pertuan Agong, quien es el Comandante Supremo de las Fuerzas Armadas de Malasia.

## Organización y estructura

### Cuerpos y regimientos
- Rejimen Askar Melayu DiRaja (Real Regimiento Malayo)
- Rejimen Renjer DiRaja (Regimiento de Guardabosques Reales)
- Kor Armor DiRaja (Real Cuerpo Blindado)
- Rejimen Artileri DiRaja (Real Regimiento de Artillería)
- Rejimen Semboyan DiRaja (Real Regimiento de Señales)
- Rejimen Gerak Khas (Regimiento de Fuerzas Especiales)
- Kor Perkhidmatan Am (Cuerpo de Servicios Generales)
- Kor Polis Tentera DiRaja (Real Cuerpo de Policía Militar)
- Kor Kesihatan DiRaja (Real Cuerpo Médico)
- Kor Risik DiRaja (Real Cuerpo de Inteligencia)
- Kor Perkhidmatan DiRaja (Real Cuerpo de Logística)
- Kor Ordnans DiRaja (Real Cuerpo de Ordinanzas)
- Rejimen Askar Jurutera DiRaja (Real Regimiento de Ingenieros)
- Kor Jurutera Letrik dan Jentera DiRaja (Real Cuerpo de Ingenieros Eléctrico y Mecanizado)
- Kor Agama Angkatan Tentera (Cuerpo Religioso de las Fuerzas Armadas)
- Rejimen Askar Wataniah (Regimiento de Ejército Territorial)
- Pasukan Udara Tentera Darat (Cuerpo Aéreo del Ejército)
- Rejimen Sempadan (Regimiento de Tropas Fronterizo)

## Elementos de apoyo

### Real Cuerpo de Ordinanzas
- Kor Ordnans DiRaja (Real Cuerpo de Ordinanzas) garantiza que todos los suministros militares y municiones son almacenadas, seguros y adecuadamente inventariados.

### Cuerpo Religioso de las Fuerzas Armadas
- Kor Agama Angkatan Tentera (KAGAT) realiza servicios religiosos para el personal del ejército musulmán del ejército de Malasia. También brindan asesoramiento y realizan oraciones rituales en el campo de batalla.

### Real Cuerpo de Logística
- Kor Perkhidmatan DiRaja (Real Cuerpo de Logística) es el encargado de transportar tropas y suministros a las distintas unidades del Ejército de Malasia.

### Real Cuerpo Médico
- Kor Kesihatan DiRaja (Real Cuerpo Médico) ofrece formación a médicos y otros especialistas del Ejército. Se ejecuta en los hospitales de las Fuerzas Armadas y establece los hospitales móviles del campo de batalla. La unidad también ha proporcionado socorro MALMEDTIMs (Equipos Médicos de Malasia) a Pakistán, Afganistán, Sahara Occidental, Indonesia y Palestina,.

### Real Cuerpo de Servicios Generales
Kor Perkhidmatan Am (Real Cuerpo de Servicios Generales) es una rama del Ejército de Malasia que se encarga de la administración y la gestión financiera de todo el ejército.

## Servicio con las Naciones Unidas en el Líbano
El Ejército de Malasia posiblemente podría desplegar entre 850 y 1000 soldados a Líbano bajo el mandato de mantenimiento de la paz de las Naciones Unidas. El despliegue estará en concierto con el despliegue de tropas de Indonesia (850 tropas) y Brunéi (200 tropas). La fuerza internacional de estabilización en el sur de Líbano, pero solo una vez un alto el fuego declarado. El contingente de Malasia incluirá tropas de la 4.ª Brigada Mecanizada. Un grupo de observadores antes que para reunir información sobre la situación en. Las tropas volarán a Líbano por transporte militar, con sus equipos de luz. El equipo pesado será enviada por los buques de la Real Marina de Malasia
Mientras que el Líbano ha bienvenida de todo corazón la presencia de Malasia, Israel ha protestado por la participación de Malasia en la fuerza de mantenimiento de la paz porque Colombia no tiene relaciones diplomáticas con Israel. Malaysian Prime Minister Abdullah Ahmad Badawi dice que sólo las Naciones Unidas pueden decidir quién debe participar en la misión de mantenimiento de la paz, y no por parte de Israel. El Viceprimer ministro de Malasia Najib Razak ha dicho que Israel no debería tener nada que decir en la composición de la fuerza de las tropas no se encuentran en territorio israelí. El Ministro de Asuntos Exteriores de Malasia, Syed Hamid Albar, hizo eco de la opinión.

## Media
A diferencia de muchos otros países, parece que hay poco interés de la industria cinematográfica local para la filmación de películas de tocar en el patriotismo y los militares en Malasia. La escasez de estas películas y la creciente preocupación por la falta de patriotismo entre las generaciones más jóvenes de los malasios hecho que el ejército de filmar una película titulada Lt Adnan en 2000. La película fue lanzada el 31 de agosto de 2001 por el entonces Yang di-Pertuan Agong de Malasia. La película ha renovado el interés entre las generaciones más jóvenes de malayos a iniciar una carrera en el ejército. Otra razón para el aumento del interés también que la crisis financiera en 1997 había provocado que aumente el desempleo de manera significativa, mientras que el número de graduados seguido aumentando de año en año.
El siguiente proyecto fue una serie de ficción de 29 capítulos llamado Insurgensi, protagonizada por Norman Hakim. La serie se emitió en RTM1 durante unos 13 episodios antes de que se interrumpió repentinamente. No se ha explicado por qué la serie se interrumpió, pero se cree que el ejército continúa presionando para su vuelta al aire en horario estelar. El ejército sigue mostrando la serie a los reclutas del Servicio Nacional.
Recientemente, el Ejército elaboró un documental de 13 episodios llamada Penggempur. Fue originalmente programado para ser mostrados en la televisión nacional el 1 de marzo de 2006. Esta fue aplazada al 2 de abril de 2006 debido a un cambio de guardia en la emisora estatal de televisión. Resumen de los episodios son como se mencionan a continuación:
- Brigada Mecanizada no.4
- Real Regimiento de Artillería
- 10th Parachute Brigade
- Real Cuerpo de Ingenieros
- Real Regimiento Malayo
- Skuadron Istiadat Berkuda/Escuadrón Montada Ceremonial del Real Cuerpo Blindado
- Royal Ranger Regiment
- Real Cuerpo de Servicios Generales
- Real Cuerpo Ingenieros Electrial y Mechanizado
- Real Cuerpo Médico
- Real Cuerpo de Policía Militar
- Regimiento de Ejército Territorial
- Colegio de Ejército

## Personal y equipamiento
En la actualidad el ejército malayo consta del siguiente personal y de unidades:
Ejército de Malasia
Activo: 80.000 personal (que puede ser reducido a 60.000 eventualmente).
Reserva activa 48.000 personas
5 divisiones de infantería, formadas desde 12 brigadas de infantería, una brigada de paracaidistas y una mecanizada. La 3.ª división ("Sehitam, Semerah") es la unidad para la formación en el uso de armas.
- 26 batallones de infantería ligera
- 3 batallones de infantería de ataque aéreo
- 3 batallones de infantería mecanizada
- 5 regimientos armados (un regimiento de tanques)
- 16 regimientos de artillería (4 de defensa antiaérea)
- 3 Regimiento de operaciones especiales

Aproximadamente 60 Batallones de Infantería (Askar Wataniah).

### Revista actual de armas de infantería
| Estándar de arma de infantería   | Origen               | Versiones         | Calidad       | Notas                                                     |               |               |
| Tipo de armas                    | Tipo de armas        | Tipo de armas     | Tipo de armas | Tipo de armas                                             | Tipo de armas | Tipo de armas |
| -------------------------------- | -------------------- | ----------------- | ------------- | --------------------------------------------------------- | ------------- | ------------- |
| Beretta 92                       | Italia               | 92F               | Desconocido   | -                                                         |               |               |
| Browning High-Power              | Bandera de Bélgica   | Estándar          | Desconocido   | -                                                         |               |               |
| Colt M1911 .45 ACP               | Estados Unidos       | M1911A1           | Desconocido   | Solo PAC y Grup Gerak Khas                                |               |               |
| Heckler & Koch P9S               | Alemania             | Estándar          | Desconocido   | -                                                         |               |               |
| Sig Sauer P226                   | Suiza                | Estándar          | Desconocido   | solo PAC y Grup Gerak Khas                                |               |               |
| Vektor SP1                       | Bandera de Sudáfrica | Estándar          | Desconocido   | -                                                         |               |               |
| Tipos de rifles de francotirador |                      |                   |               |                                                           |               |               |
| Remington 870 Shotgun            | Estados Unidos       | Estándar          | Desconocido   | Solo PAC y Grup Gerak Khas                                |               |               |
| Franchi SPAS-12 Shotgun          | Italia               | Estándar          | Desconocido   | Pasukan Gerak Khas only                                   |               |               |
| Tipos de sub ametralladoras      |                      |                   |               |                                                           |               |               |
| Heckler & Koch MP5               | Alemania             | A2/A3/K-A4/SD3    | Desconocido   | Solo policía militar y fuerzas especiales                 |               |               |
| Tipos de rifle                   |                      |                   |               |                                                           |               |               |
| Colt M4A1 Carbine1               | Estados Unidos       | Estándar/Commando | Desconocido   | futuro rifle estándar de revista                          |               |               |
| Colt M16A1 Assault Rifle         | Estados Unidos       | Estándar          | Desconocido   | usado por las fuerzas de reserva (Rejimen Askar Wataniah) |               |               |
| Colt M16A1 Model 653             | Estados Unidos       | Carabina          | Desconocido   | Solo PAC y Grup Gerak Khas                                |               |               |
| FN FNC                           | Bandera de Bélgica   | Estándar          | Desconocido   | Grup Gerak Khas only                                      |               |               |
| Heckler & Koch G36C              | Alemania             | Carabina          | Desconocido   | Grup Gerak Khas only                                      |               |               |
| SIG SG 552                       | Suiza                | Comando           | Desconocido   | Solo Cuerpos reales de Inteligencia                       |               |               |
| Steyr AUG A11                    | Austria              | Estándar          | Desconocido   | a reemplazo de los M4A1                                   |               |               |
| Tipos de rifle de francotirador  |                      |                   |               |                                                           |               |               |
| Accuracy International PM        | Reino Unido          | Estándar          | Desconocido   | Solo PAC                                                  |               |               |
| Heckler & Koch MSG-90            | Alemania             | MSG-90A1          | Desconocido   | Grup Gerak Khas only                                      |               |               |
| Harris Gun Works M-96 12.7 mm    | Estados Unidos       | Estándar          | Desconocido   | -                                                         |               |               |
| Mechem NTW-20                    | Bandera de Sudáfrica | Estándar          | Desconocido   | Tender currently under evaluation                         |               |               |
| Tipos de ametralladoras          |                      |                   |               |                                                           |               |               |
| SACO M60 GPMG                    | Estados Unidos       | M60E2             | Desconocido   | -                                                         |               |               |
| FN MAG                           | Bandera de Bélgica   | -                 | Desconocido   | -                                                         |               |               |
| Heckler & Koch HK11              | Alemania             | Estándar          | Desconocido   | para reemplazar a FN Minimi                               |               |               |
| FN Minimi Light Machine Gun      | Bandera de Bélgica   | Minimi Mk.2       | Desconocido   | -                                                         |               |               |
| M249 Squad Automatic Weapon      | Bandera de Bélgica   | Estándar          | Desconocido   | Solo PAC                                                  |               |               |
| Tipos de lanzadores de granadas  |                      |                   |               |                                                           |               |               |
| M203                             | Estados Unidos       | Estándar          | Desconocido   | -                                                         |               |               |
| SACO Mk.19                       | Estados Unidos       | Estándar          | Desconocido   | -                                                         |               |               |
| Milkor Mk.1                      | Bandera de Sudáfrica | Estándar          | Desconocido   |                                                           |               |               |

Al igual que la mayoría de las fuerzas armadas en el mundo, el Ejército de Malasia está en posesión de numerosas otras armas, principalmente para ser utilizado por unidades de fuerzas especiales, tales como la Grupo de las Fuerazs Especiales o por soldados con una misión especial como francotiradores.

### Carros de combate

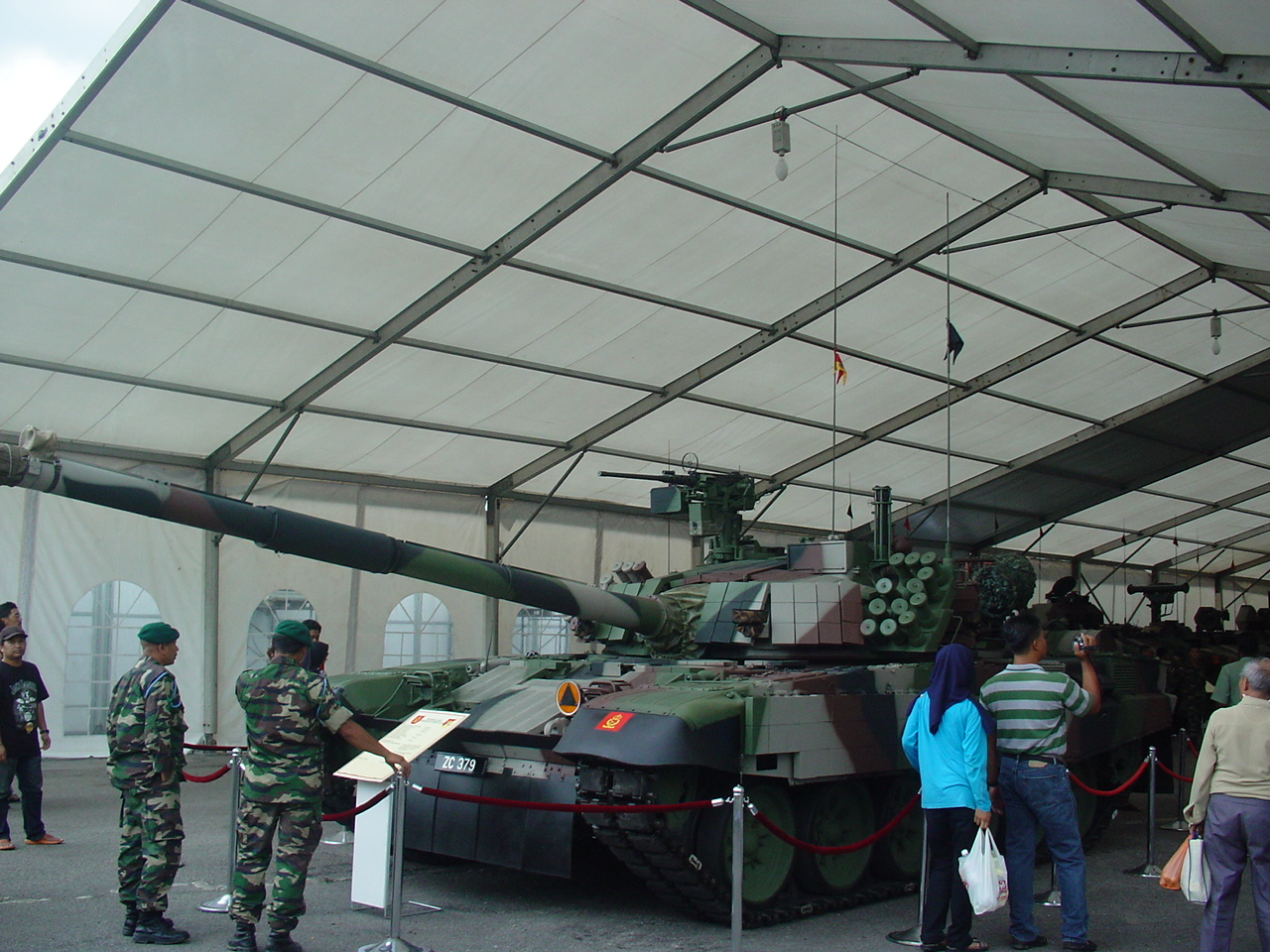
Un PT-91 del Ejército de Malasia durante la Exposición internacional KL International Tattoo Show del año 2007.

| Vehículo        | Origen      | Tipo                           | En servicio | Notas                                                       |
| --------------- | ----------- | ------------------------------ | ----------- | ----------------------------------------------------------- |
| PT-91M Pendekar | Polonia     | Carro de combate principal     | 48 Unidades |                                                             |
| PT-91 ARV       | Polonia     | Vehículos de apoyo             | 15 Unidades |                                                             |
| PMC-91M         | Polonia     | Vehículo lanzapuentes blindado | 5 Unidades  |                                                             |
| WZT-91M         | Polonia     | Vehículo de ingenieros         | 6 Unidades  |                                                             |
| MID-91M         | Polonia     | Vehículo de ingenieros         | 3 Unidades  |                                                             |
| FV101 Scorpion  | Reino Unido | Carro de combate ligero        | 26 Unidades | Armadas con un cañón Cockerill calibre 90 mm, sin retroceso |

### Vehículos blindados
| Vehículo      | Origen        | Tipo                           | En servicio | Notas |
| ------------- | ------------- | ------------------------------ | ----------- | ----- |
| ACV 300 Adnan | Turquía       | Infantry Fighting Vehicle      | 267         |       |
| K-200 KIFV    | Corea del Sur | Infantry Fighting Vehicle      | 111         |       |
| Condor APC    | Alemania      | Armored Personnel Carrier      | 460         |       |
| Sibmas        | Bélgica       | Armoured Fire Support Vehicles | 186         |       |
| Bandvagn 206  | Suecia        | Vehículos blindados ligeros    | 80          |       |
| Alvis Stormer | Reino Unido   | Vehículos blindados ligeros    | 25          |       |
| AV-VBL        | Brasil        | Artillery Command Vehicles     | 10          |       |

Vehículos de Transporte

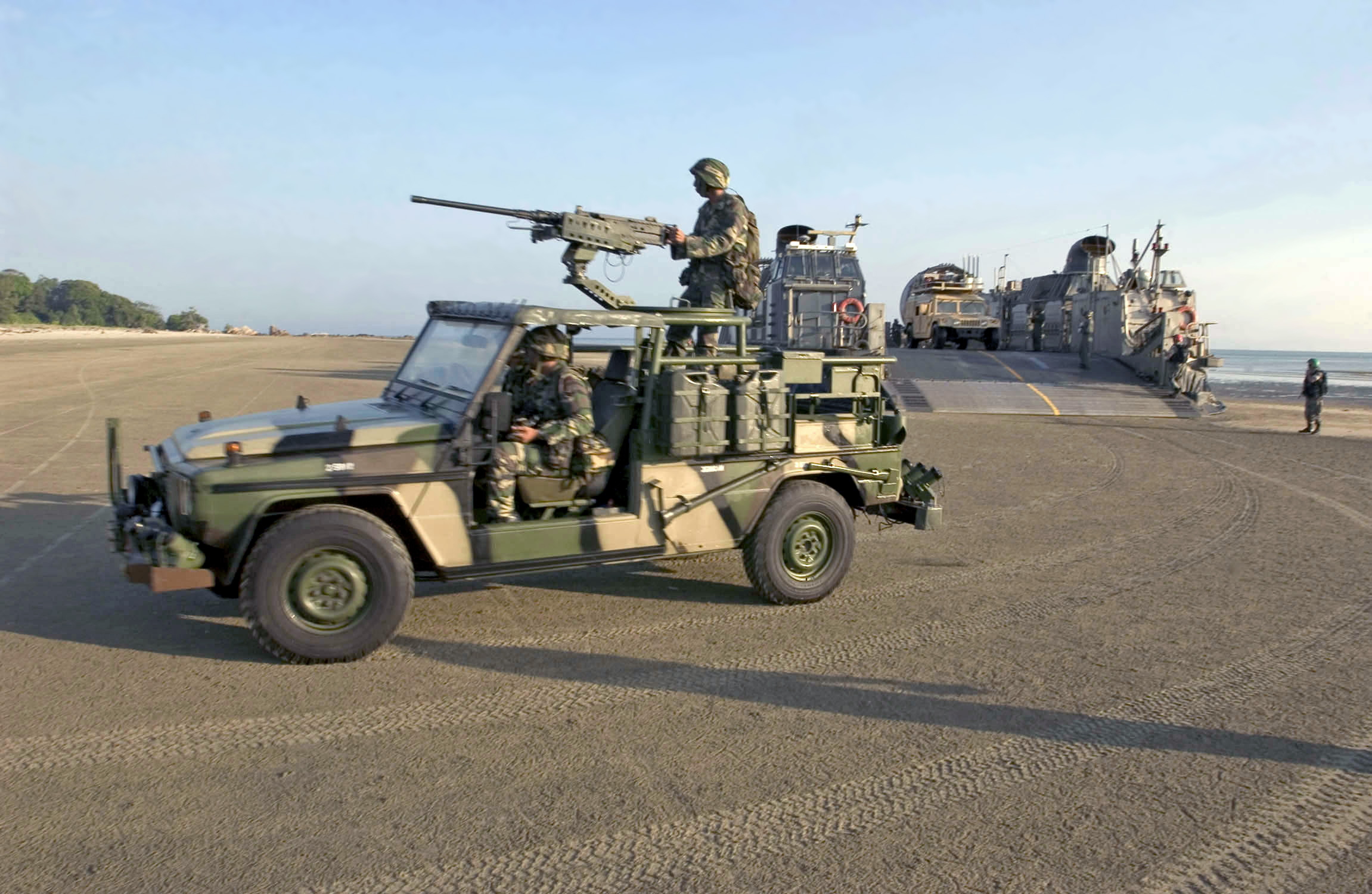
Tropas del noveno regimiento (RMR) (Malasia), conduciendo un Mercedes Benz G-class GD290, vehículo de asalto.

- 1511 3 Ton 4x4 GS Cargo HICOM Handalan trucks.
- 168 2 Ton 4x4 Pinzgauer.
- 164 2 Ton 6x6 Pinzgauer.
- 103 3 Ton 4x4 URO VAMTAC (Vehículo de Alta Movilidad Táctico).
- 13 6 Ton 4x4 Light Recovery Isuzu FTS33H.
- 29 5 Ton 4x4 Isuzu FSS32G Communication Shelters.
- 19 2 Ton 4x4 IVECO M4010 Field Ambulances.
- 04 2 Ton 4x4 IVECO M4012 Satellite Communication Vehicles.
- 33 Gomba Stonefield Field Ambulances.
- 4x4 Land Rover Defender.
- 4x4 G-wagon (Local Assembly).
- Mercedez Benz 911 (retirado)
- TATA 1613 .
- Bedford RL 3 ton (retirado)
- Volvo C303 (retirado).